# Khắc gỗ

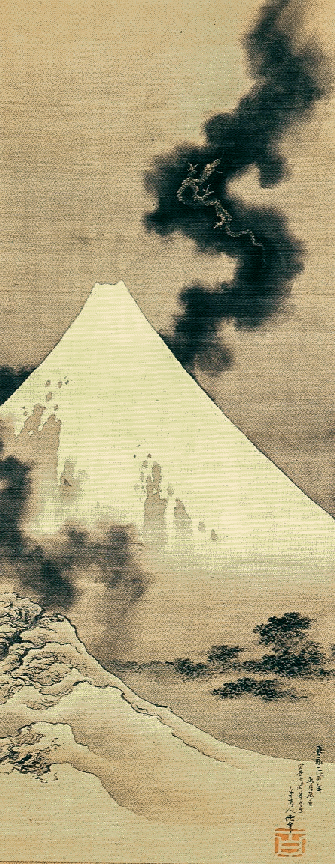
Tranh in khắc gỗ: Rồng trên đỉnh Fuji, Hokusai

Khắc gỗ, điêu khắc gỗ là một kỹ thuật in đồ họa sử dụng một bản in bằng gỗ có hình nổi. Khắc gỗ được dùng để diễn đạt ý tưởng của các nhà nghệ thuật trước nhất là trong thế kỷ 16 và sau đó là bởi các nhà nghệ thuật theo trường phái biểu hiện (tiếng Anh: expressionism).
Để tạo nên một bản in gỗ người ta dùng dao cắt các phần không in ra khỏi một mảnh gỗ đã được bào nhẵn, các phần nổi sau đó được quét màu lên và mang đi in hoặc bằng tay dùng một búa là (tiếng Đức: Falzbein) chà lên hay bằng máy in.

## Ứng dụng
Khắc gỗ, in lên gỗ xuất hiện nhiều trong cuộc sống hằng ngày, được ứng dụng trong những lĩnh vực sau:
- In trên đồ dùng bằng gỗ: Tranh treo tường, muỗng, thớt, đũa, chén, tô, ly,...
- In trên các phụ kiện bằng gỗ: Móc khóa, ốp lưng cho điện thoại,...
- In trên nội thất bằng gỗ: Bàn, ghế, tủ, kệ, giường ngủ, cửa, đồng hồ treo tường,...
- Quảng cáo: In bảng quảng cáo, in bảng hiệu UV,...[1]

## Cách tạo bản khắc gỗ

### Chế tạo bản in
Thông thường gỗ được cắt thành một mảnh dày từ 2 đến 10 cm có sợi chạy theo chiều của hình (cắt dài). Mảnh gỗ được bào, mài và làm nhẵn cho đến khi bề mặt hoàn toàn phẳng có thể được phủ một lớp sơn nền, thường là một lớp phấn trắng mỏng. Theo thông lệ bản vẽ trước của nghệ sĩ được mang đặt lên lớp phấn này rồi dùng nhiều loại dao cắt theo các đường vẽ trước. Người ta không cắt thẳng đứng mà cắt hai lần, một lần cắt nghiên từ đường vẽ ra ngoài và một lần nghiên ngược lại rồi tách dăm bào ra. Trong phương pháp gọi là cắt đường đen này việc tạo hình được tiến hành bằng đường nét đen trên nền trắng.
Sau đấy bản in khắc gỗ đã hoàn chỉnh được phết mực in lên bằng một quả banh tròn tẩm mực to bằng nắm tay hay thường hơn là bằng một con lăn.

### In
Người ta in bằng cách ép lên bản khắc gỗ một tờ giấy có khả năng hút nước tức là không có pha keo và vì thế mà hút mực và đã được làm ẩm một ít (hoặc là ngược lại ép bản gỗ lên giấy). Có thể dùng một trái banh lăn trên tờ giấy hay dùng một cây cọ quét lên để tạo lực cần thiết ép giấy sát vào bản in gỗ. Thông thường nhất là bản in được in bằng máy in sách (máy ép in nổi) có thể ép đều lực lên bản in gỗ và giấy. Sau mỗi lần in phải quét mực lại cho bản in khắc gỗ.
Đôi khi bản khắc gỗ lại được in qua đá và sau đó in ra như là một bản in thạch bản (tiếng Anh: lithography).

### Các loại gỗ được sử dụng

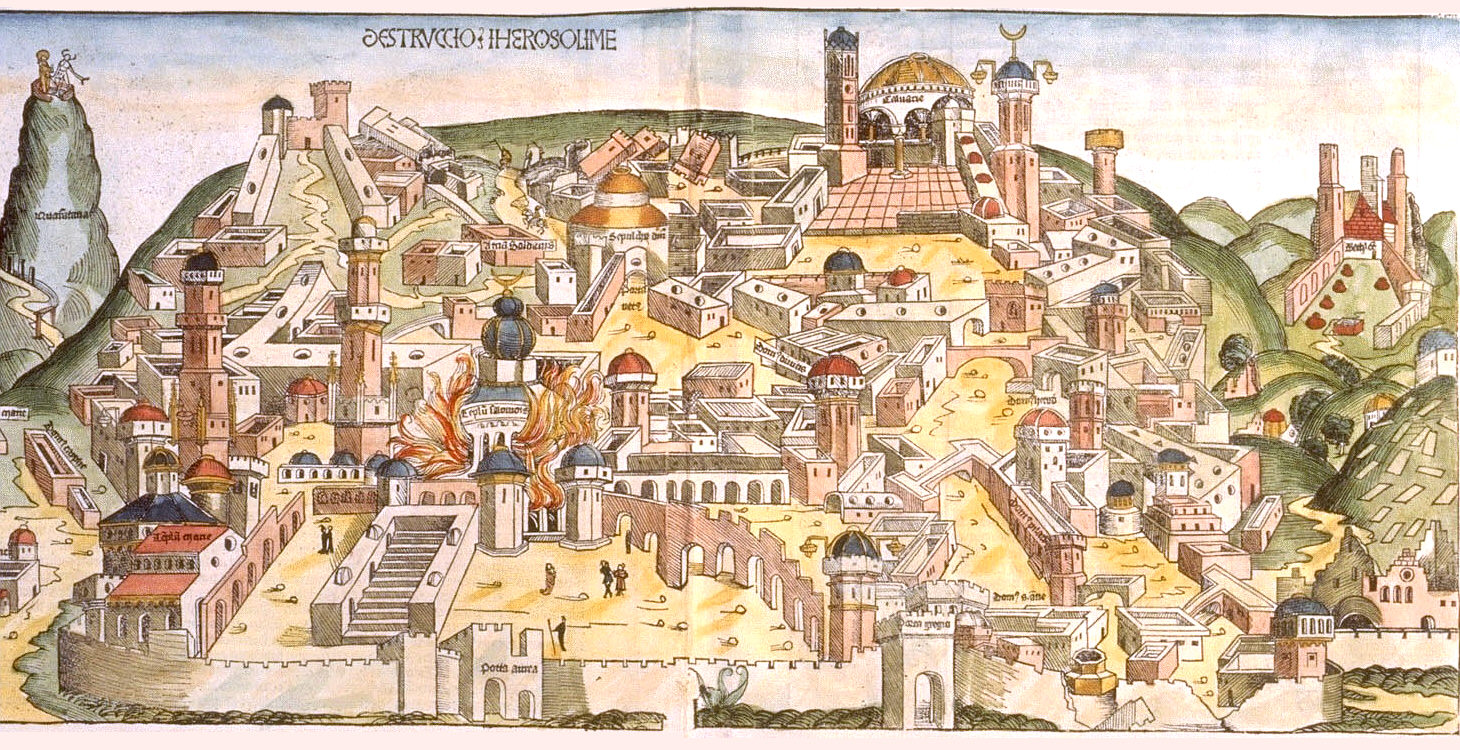
Hartmann Schedel: Tàn phá Jerusalem (1493)

Gần như tất cả các loại gỗ thông dụng đều có thể sử dụng trong khắc gỗ. Một trong số ít loại gỗ không thích hợp cho việc khắc gỗ là gỗ của cây thông (Pinus) vì gỗ này có nhiều mấu và nhựa.
Gỗ thường được cắt dọc theo chiều dài của sợi (gỗ dài). Các loại gỗ cứng như gỗ của cây lê, hồ đào hay anh đào rất được ưa chuộng dùng trong các bản in có nhiều chi tiết vì so với loại gỗ mềm có thể cắt đều đặn hơn và vì thế có thể tạo những đường nhỏ tốt hơn. Gỗ mềm rất thích hợp cho những tác phẩm lớn và ngoài ra có ưu điểm là các tấm gỗ lớn không đắt như từ loại gỗ cứng.
Vân hay cấu trúc của gỗ đôi khi cũng được cố ý sử dụng như là một yếu tố đồ họa. Thích hợp nhất là những tấm gỗ đã qua mưa nắng mà vân của nó nổi lên như hình nổi vì những lớp mềm qua mưa nắng dễ bị mòn nhiều hơn. Tính chất này có thể được làm nhân tạo bằng cách quét tấm gỗ với một cây cọ bằng sắt hay dùng axít nitric loãng để xử lý bề mặt.
Nếu như trong phần lớn các kỹ thuật khắc gỗ việc lựa chọn gỗ chủ yếu chỉ là quyết định của nhà nghệ thuật thì trong chạm gỗ (wood engraving) gỗ phải có sợi nhỏ sát với nhau. Được ưa thích là gỗ của cây hoàng dương (Buxus sempervivens) được cắt ngang chiều của sợi nhưng lại rất đắt tiền vì loại cây này tăng trưởng chậm. Vì thế ở các bản khắc gỗ cũ từ cây hoàng dương mặt dưới được sử dụng lại hay mặt trên được bào đi để có thể khắc bản mới.

### Dụng cụ
Trang bị cơ bản của một người khắc gỗ bao gồm:
- Dao khắc dùng để khắc các đường thẳng và song song
- Dao trổ dùng để tạo rãnh hình chữ V
- Cây đục bán nguyệt để cắt bỏ đi những phần lớn không phải in.
- Dao mỏng dùng để khắc các đường viền.

Một số nhà khắc gỗ chỉ sử dụng các cây đục bán nguyệt nhỏ và lớn chứ không dùng đến những dụng cụ như dao nhỏ. Ngày nay người ta cũng sử dụng các dụng cụ hiện đại như máy phay. HAP Grieshaber còn dùng đến cả máy cưa trong các bản khắc gỗ rất lớn của ông.

## Đặc điểm của khắc gỗ bằng tay

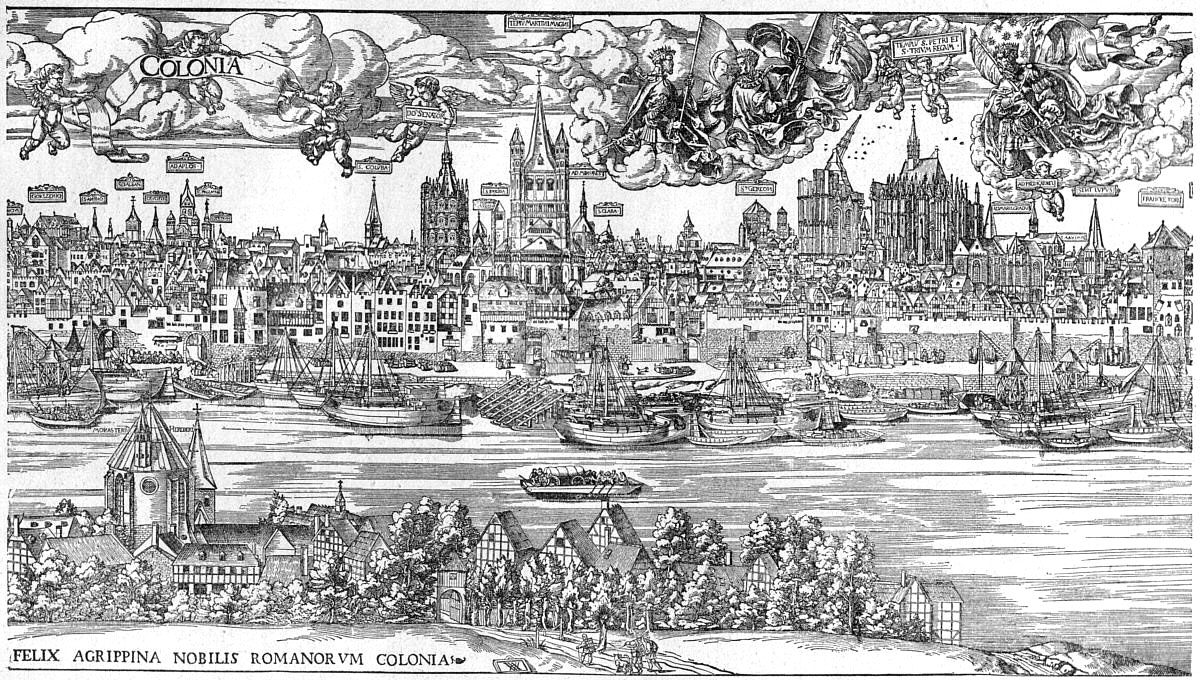
Köln năm 1531 - Khắc gỗ của Anton von Worms

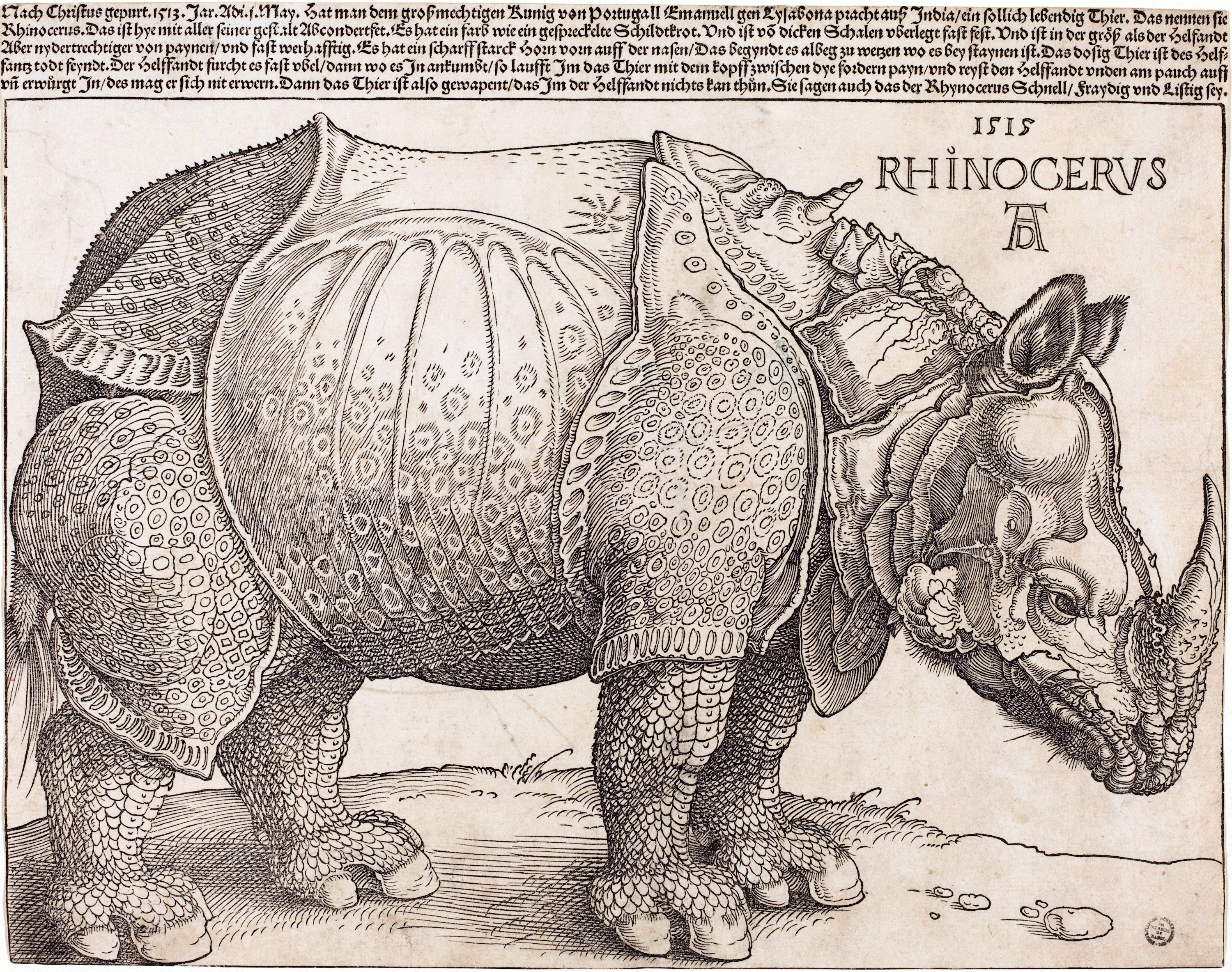
Rhinocerus (Tê giác), tên tác phẩm khắc gỗ của Albrecht Dürer sáng tác năm 1515

Một bản in khắc gỗ nghệ thuật có những đặc điểm khác với các bản in đồ họa sử dụng các kỹ thuật khác như khắc đồng hay khắc nạo (tiếng Anh: mezzotint):
- Mặt trái của bản in có dấu ấn nhẹ khi sờ vào có thể cảm nhận được.
- Nếu in bằng tay, mặt trái của giấy sẽ bóng hơn một ít vì phải dùng dụng cụ để chà xát.
- Vì chỉ cần lực ép tương đối ít hơn nên các cạnh của bản in ra không có vết hằn (tiếng Anh: platemark).
- Màu của đường kẻ đều hòa trên khắp tờ giấy vì lực ép đều nhau.

## Các biến thể của kỹ thuật khắc gỗ

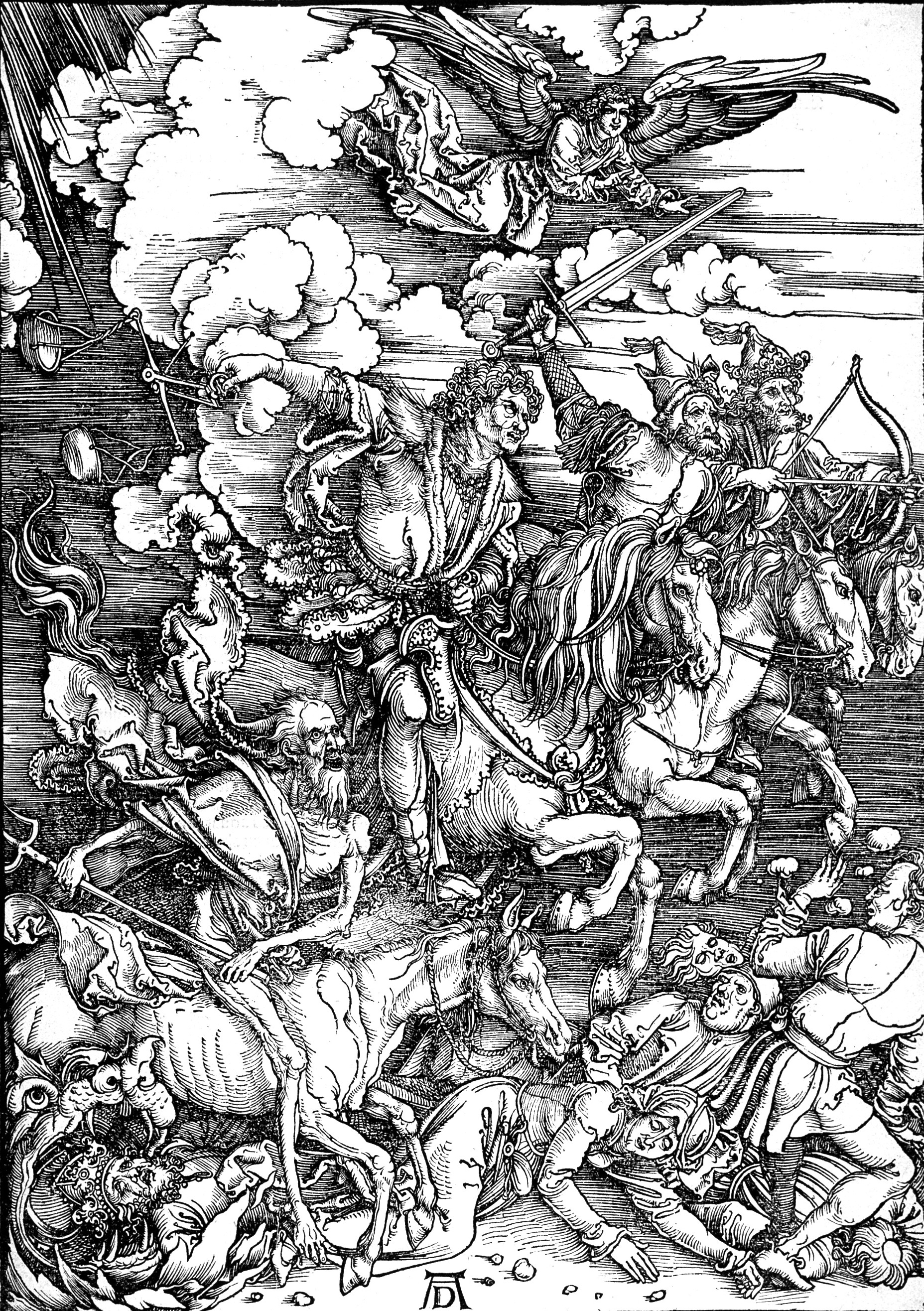
Albrecht Dürer: "Bốn người cưỡi ngựa của Khải Huyền"

Các kỹ thuật cổ điển của khắc gỗ bao gồm:
- "Cắt đường đen": Các phần nổi (và vì thế được in ra) của bản khắc gỗ sẽ tạo hình, đây là cách đầu tiên của kỹ thuật khắc gỗ.
- "Cắt đường trắng": Đường nét được chạm trổ chìm vào gỗ, khi in bề mặt, thật ra là nền của bức tranh, sẽ được in ra, hình ảnh được tạo thành bởi các đường nét trắng do không được in. Phương pháp này được sử dụng nhiều nhất là trong thế kỷ thứ 16. Albrecht Dürer là một trong những nhà nghệ thuật đã sử dụng phương pháp này để tăng thêm ấn tượng cho các tác phẩm của ông.
- Nhiều nhà nghệ thuật (Paul Gauguin, Edvard Munch, Ewald Maraté, Gerhard Altenbourg) ngược lại đã sử dụng những bản khắc gỗ lớn, nhấn mạnh đến hình dáng của bề mặt. Kỹ thuật này chú ý đến các tính chất tự nhiên của gỗ với các vân và cấu tạo của nó và là tiêu biểu cho kỹ thuật khắc gỗ trong khoảng thời gian từ cuối thế kỷ 19 đến đầu thế kỷ 20.
- Chạm gỗ (tiếng Anh: xylography): Dùng dao chạm trong khắc đồng khắc trên gỗ được cắt ngang chiều của sợi để có thể tạo ra nhiều tông màu hơn.

Các ứng dụng khắc gỗ hiện đại:
- "Khắc bút chì:" Bút chì được sử dụng như một món quà độc đáo qua các ký tự hình và chữ được khắc thủ công. Bút chì khắc có mặt tại rất nhiều quốc gia. Các nghệ nhân khắc bút chì thường với mục đích tiêu khiển và tạo ra loại quà tặng rất độc đáo, rất riêng.

### Khắc gỗ ở Trung Hoa và Nhật Bản

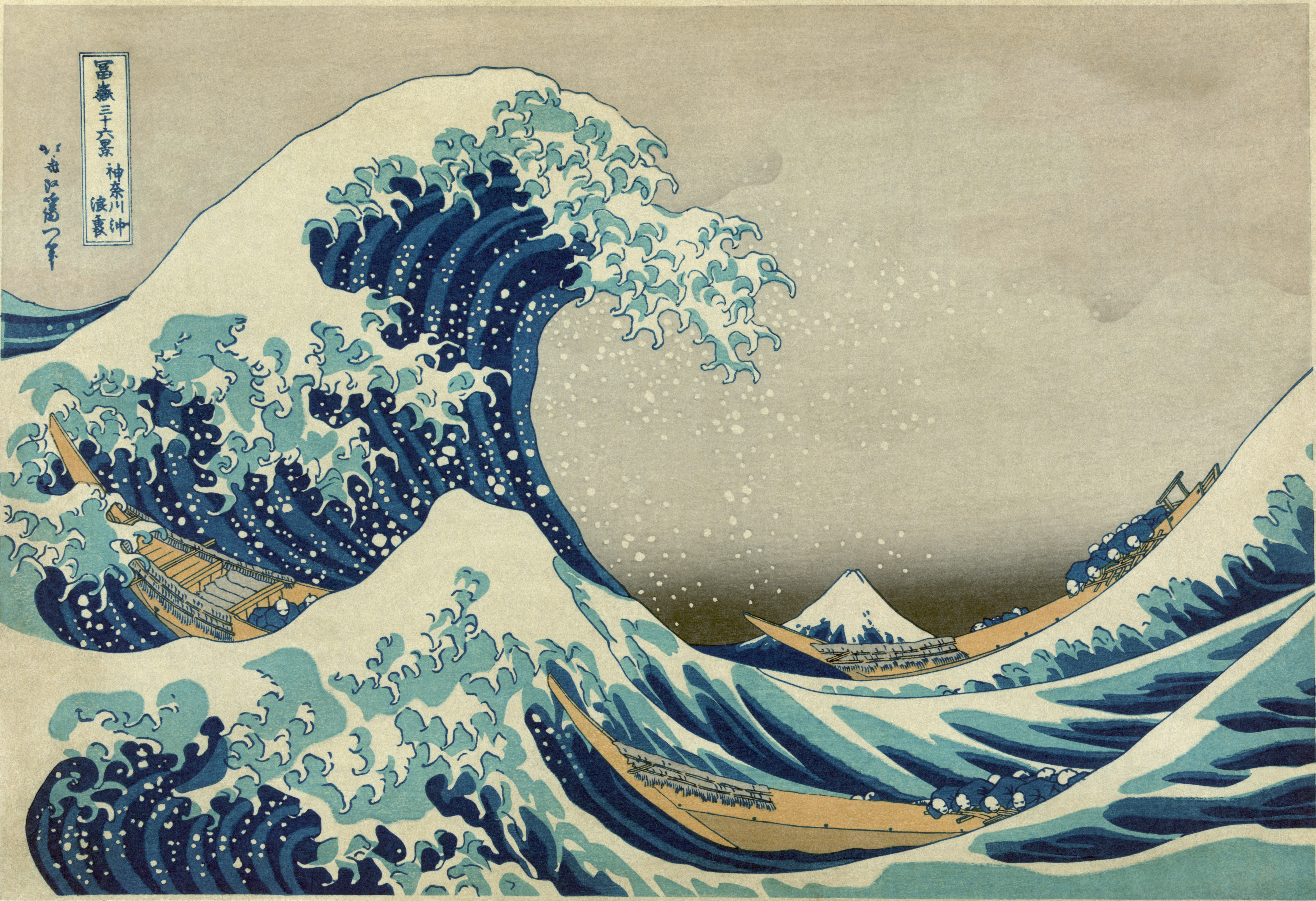
Hokusai, Sóng lớn ở Kanagawa (khoảng năm 1830)

## Sơ lược lịch sử